# Krednjaci
Krednjaci (prema: "kreda") (lat.: Foraminifera) su koljeno kromista klasificirani u danas nepriznatom razredu korjenonožaca (Rhizopoda)., a danas infrarazredu Rhizaria.

## Opis
Duljina im je od 20 μm do 15 cm (numuliti). Tijelo im je u kućici (ljušturi), koja je najčešće od vapnenca, a može biti ravna, stožasta, spiralna, obično s više komorica (politalamni oblici) s mnogim otvorima (foramina), iz kojih izlaze lažne nožice (pseudopodiji) u obliku dugačkih niti. Razmnažaju se izmjenom nespolne i spolne generacije. Većinom žive na dnu mora, a manji broj vrsta živi pučinski u planktonskim zajednicama. Najčešći su oblici kuglasta šupljikara (Globigerina bulloides) i Biloculina simplex. Kućice uginulih životinja padaju na morsko dno i tijekom duga razdoblja nagomilaju se i tvore debele naslage vapnenca. Tako se na obalama Sredozemnoga mora i u nekim područjima Sahare nalaze debele naslage vapnenca iz tercijara, koji se sastoje od krupnih ljušturica (do 15 cm) fosilnih numulita (Nummulites). Jedan je drugi fosilni rod (Fusulina) bio obilan u karbonu. Dno Atlantskog oceana pretežito se sastoji od globigerinskoga mulja, u kojem krednjaci (uglavnom globigerina) tvore 75% ukupne mase.  

## Galerija
Krednjaci kroz mikroskop:
- Krednjak Baculogypsina sphaerulata s otoka Hatoma u Japanu. Širina vidnog polja = 5,22 mm.
- Krednjak Heterostegina depressa., Indonezija. Širina vidnog polja = 5,22 mm.
- Krednjaci iz Jadranskog mora, otok Pag.
- Koralj Fosilni krednjaci Nummulites, Ujedinjeni Arapski Emirati.